# Кавкаски хрчак
Кавкаски хрчак (лат. Mesocricetus raddei, енгл. Ciscaucasian hamster) је врста глодара из породице хрчкова (лат. Cricetidae). 

## Распрострањење
Русија и Грузија су једина позната природна станишта врсте.

## Станиште
Кавкаски хрчак има станиште на копну.

## Угроженост
Ова врста није угрожена, и наведена је као последња брига јер има широко распрострањење.

### Популациони тренд
Популација ове врсте је стабилна, судећи по доступним подацима.